# Bajna (Ungheria)
Bajna è un comune dell'Ungheria di 2.032 abitanti (dati 2001). È situato nella contea di Komárom-Esztergom, nell'Ungheria settentrionale.